# Cameraria niphonica
Cameraria niphonica là một loài bướm đêm thuộc họ Gracillariidae. Nó được tìm thấy ở Nhật Bản (Hokkaido và Kyusyu) và vùng Viễn Đông Nga
Sải cánh dài 6–8 mm.
Ấu trùng ăn Acer palmatum và Acer japonicum. Chúng ăn lá nơi chúng làm tổ. The mine consists of a blotch which is entirely flat và located on the upper surface of the leaf. The cocoon is white, ellipsoidal và placed in the centre of the mine-cavity.